# 格倫代爾 (堪薩斯州)
格倫代爾（英語：Glendale）是位於美國堪薩斯州薩林縣的一個非建制地區。

## 地理
格倫代爾所處的海拔為高於海平面423米（即1388英呎），而該地所採用的時區為UTC-6，即北美中部時區（CST）。同時該地設有夏令時間，為UTC-6調快一小時，即UTC-5（CDT）。